# Lipotriches femorata
Lipotriches femorata är en biart som först beskrevs av Heinrich Friese 1936.  Lipotriches femorata ingår i släktet Lipotriches och familjen vägbin. Inga underarter finns listade i Catalogue of Life.